# Calaxius oxypleura
Calaxius oxypleura is een tienpotigensoort uit de familie van de Axiidae. De wetenschappelijke naam van de soort is voor het eerst geldig gepubliceerd in 1974 door Williams.